# Pasila

Pasila é um subúrbio de Helsínquia, constitui um distrito.

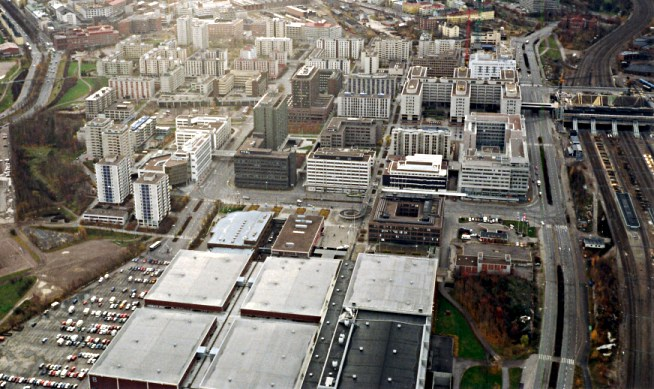
Vista áerea de Pasila